# Vorgachor
Vorgachor (en komi et en russe : Воргашор) est une commune urbaine de la république des Komis, en Russie. Sa population s'élevait à 11 192 habitants en 2013.

## Géographie
Vorgachor se trouve au nord du cercle polaire arctique, sur les contreforts de l'Oural, à 10 km au nord-ouest de Vorkouta, à 903 km au nord de Syktyvkar, la capitale de la république, et à 1 883 km au nord-est de Moscou.

## Histoire
Vorgachor fut créée au début des années 1960, lorsqu'une mine de charbon située à l'extrémité occidentale du bassin houiller de Vorkouta fut mise en exploitation. En 1964, fut officiellement créée la commune urbaine de Vorga-Chor, nommée d'après le nom komi d'une petite rivière, et signifiant « ruisseau sur le chemin des rennes ». Ce nom avait été celui d'une petite localité voisine entre 1944 et 1958. L'exploitation de la mine de charbon commença en novembre 1975 et sa production atteignit rapidement 15 000 t par jour. Dans les années 1980, il fut envisagé de réunir Vorgachor, qui comptait alors plus de 20 000 habitants, à plusieurs villages voisins pour former une nouvelle entité ayant le statut de ville, mais ce projet fut abandonné en raison des difficultés économiques et du déclin démographique qui suivit la dislocation de l'Union soviétique. Au début des années 1990, Vorgachor connut d'importantes grèves de mineurs.

## Population
Recensements (*) ou estimations de la population
| 1970*  | 1979*  | 1989*  | 2002*  |
| ------ | ------ | ------ | ------ |
| 11 812 | 18 488 | 24 869 | 19 100 |

| 2006   | 2010*  | 2012   | 2013   |
| ------ | ------ | ------ | ------ |
| 16 870 | 12 044 | 11 520 | 11 192 |

| 2021  | - | - | - |
| ----- | - | - | - |
| 6 553 | - | - | - |